# ラーメルド郡
ラーメルド郡（ペルシア語: شهرستان لامرد）とは、イランのファールス州の郡である。郡中心市はラーメルド。
2016年当時の人口は91,782人、25,837世帯。